# ヴィンドボナ (小惑星)
ヴィンドボナ (231 Vindobona) は、小惑星帯に位置する大きな小惑星の一つ。表面の色は暗く、炭素化合物に富んだ組成を持つ。
1882年9月10日にオーストリアの天文学者、ヨハン・パリサがウィーンで発見し、発見地であるウィーンのラテン語名にちなんで命名された。